# バリー・ロブソン
バリー・ゴードン・ジョージ・ロブソン （Barry Gordon George Robson, 1978年11月7日 - ）は、スコットランド・アバディーン出身の元同国代表サッカー選手、現サッカー指導者。現役時代のポジションは基本的に左サイドハーフであったが、中盤ならどこでも務めることが出来、また、左サイドバックとしてもプレーした。
レンジャーズFCの下部組織でキャリアを開始後、インヴァネス・カレドニアン・シッスルFCとダンディー・ユナイテッドFCを経て、レンジャーズとライバル関係にあるセルティックFCへ移籍する。スコットランドを去った後は、イングランドへ渡ってミドルズブラFCで2年半、カナダのバンクーバー・ホワイトキャップスで1年、再びイングランドへ渡りシェフィールド・ユナイテッドFCで1シーズン過ごした。2013年夏にスコットランドへ帰国し、アバディーンFCと契約した。

## 経歴

### クラブ

#### 初期
レンジャーズFCの下部組織でキャリアを開始した。能力の高さを証明していたものの、規律面に問題を抱えていたことでトップチームに昇格することはなかった。1997年10月にインヴァネス・カレドニアン・シッスルFCと契約すると、定位置確保とはいかないまでも、1999年のスコティッシュ・ディヴィジョン1 (2部)昇格に貢献しており、1999-2000シーズンのフォーファー・アスレティックFCへの期限付き移籍から復帰後は、地位を確立した。

#### ダンディー・ユナイテッド
2002-03シーズンに公式戦13得点を挙げる活躍により、2003年5月にダンディー・ユナイテッドFCからオファーが届き、16日に推定移籍金5万から10万ポンドで3年契約を締結する。デビュー戦で退場する良くないスタートを切ったが、加入1季目から主力としてプレーし、特に2004-05シーズンは、2試合を除く全試合に出場する程にチームにとって不可欠な存在となっており、下位に低迷するチームの中にあってチーム2位となる公式戦9得点を挙げる得点力の高さを見せ、シーズン終了後に新たに3年契約を締結した。なお、同シーズン最後の試合となったインヴァネス戦で古巣相手に得点し、チームの1部残留に貢献している。
主将としてスタートを切った2006-07シーズンは、開幕戦のフォルカークFC戦で得点を挙げ、8月下旬のセント・ミレンFC戦において、ダンディー・ユナイテッドでの通算100試合目を飾ると共に2得点を挙げた。その後も得点を重ねていく中で2007年2月には契約を2011年まで延長し、3月中旬のハート・オブ・ミドロシアンFC (ハーツ)戦でキャリア初となるハットトリックを達成しており、最終的にミッドフィルダーながらリーグ戦で11得点を記録した。翌2007-08シーズンのロブソンは、2008年1月末の時点でチームの点取り屋であるノエル・ハントよりも上で、リーグ2位となる11得点を挙げるなど、昨季以上に得点力の高さを見せつけており、特に2008年1月中の試合では、ハーツ戦でのハットトリックを含む6得点を挙げていた。

#### セルティック
2008年1月31日に移籍金100万ポンド+ジム・オブライエンのダンディー・ユナイテッドへの期限付き移籍でセルティックFCと3年半契約を締結する。2月10日のアバディーンFC戦で初出場を飾ると共にファーストタッチとなったフリーキック (FK)によって初得点を挙げると、自身最初のUEFAチャンピオンズリーグの試合となったFCバルセロナ戦において、エイダン・マクギーディからのボールに対し、頭でビクトル・バルデスの頭上を越えるループシュートを放ち、セルティックでの2得点目を挙げた。4月27日、自身初となるレンジャーズFCとのオールドファームで決勝点のペナルティーキック (PK)を決めた。以後のシーズンは、控えの立場から抜け出すことは出来なかった。

#### ミドルズブラ
2010年1月、セルティックで師事したゴードン・ストラカン監督率いるフットボールリーグ・チャンピオンシップ (イングランド2部)のミドルズブラFCに同僚のウィロ・フラッド、クリス・キレンと共に移籍し、ロブソンは移籍金非公開の2年半契約を締結した。なお、数日後にはセルティックからスティーヴン・マクマナスとスコット・マクドナルドも合流している。1月29日のブリストル・シティFC戦がホームデビュー戦であり、退場となった。2月13日のピーターバラ・ユナイテッドFC戦では、負傷したガリー・オニールの代役として主将を務めると共に初得点にして決勝点を挙げた。その後、27日のクイーンズ・パーク・レンジャーズFC戦で2度のPK、3月13日のニューカッスル・ユナイテッドFCとのタイン・ティーズ・ダービーと、3日後のダービー・カウンティFC戦でそれぞれ1得点を挙げた。
翌2010-11シーズンも昨季と同様に中心選手としてプレーしており、2010年9月18日のレディングFC戦において、リバーサイドの試合史上最速となる試合開始24秒で得点を挙げ、以後、10月2日のポーツマスFC戦でのPK、1月15日のブリストル・シティFC戦、5月2日のカーディフ・シティFC戦、5月7日のドンカスター・ローヴァーズFC戦でのFKで、リーグ戦5得点を記録した。ミドルズブラでの最後となった2011-12シーズンは、8月16日のバーンズリーFC戦でシーズン初得点を挙げて以来、8月21日のバーミンガム・シティFCでのFK、3日後に行われたフットボールリーグカップのピーターバラ・ユナイテッド戦、10月15日のミルウォールFC戦、11月1日のドンカスター・ローヴァーズ戦での2得点と、前半戦の間に5得点を挙げてチームの上位進出に貢献しており、その後も12月26日のハル・シティFC戦で35ヤードから決勝点を挙げ、2012年1月29日にスタジアム・オブ・ライトで行われたFAカップのサンダーランドAFC戦では左足によるボレーシュートを決めるなど得点力を発揮してチームの攻撃を牽引していた。また、主将のマシュー・ベイツが負傷した際には、シーズン終了まで代役を務めたように地位を築いており、4月にはミドルズブラの公式サポーターズクラブから2011-12シーズンの年間最優秀選手に選出された。4月28日のワトフォードFC戦において、マルヴィン・エムネスの得点をアシストしたのがミドルズブラでの最後の試合だった。

#### バンクーバー・ホワイトキャップス
2012年2月に特別指定選手として、メジャーリーグサッカー (アメリカ1部)のバンクーバー・ホワイトキャップスと7月からの3年契約を締結する。7月5日のコロラド・ラピッズ戦において、右サイドハーフで初出場を飾り、本拠地BCプレイス・スタジアムでのデビュー戦となった7月19日のロサンゼルス・ギャラクシー戦で初得点を挙げると共に自身のプロキャリア通算100得点目を挙げた。以後、主力としてプレーする中、8月に主将のジェイ・デメリットが負傷離脱した際には、デメリットが復帰するまでの間、主将を任されたように加入早々マーティン・レニー監督の信頼を勝ち取っていた。しかし、その一方で審判に対して激しく抗議する姿や同僚を叱責する姿は好ましくないものとしてメディアなどから批判されており、英国と北米のサッカー文化の違いに苦労し、決して順風満帆ではなかった。最終的に17試合(先発16)3得点2アシストを記録した後、家族が環境の違いに慣れないこともあり、話し合いの末に2013年1月21日に契約解消することが決定した。

#### シェフィールド・ユナイテッド
バンクーバー・ホワイトキャップスを退団し、自由契約選手となった後は、古巣ミドルズブラで練習していたものの、2013年1月の移籍市場最終日である31日にフットボールリーグ1 (イングランド3部)のシェフィールド・ユナイテッドFCと2012-13シーズン終了までの契約で合意した。翌日のコヴェントリー・シティFC戦で後半から初出場を飾ると、ファーストタッチとなったコーナーキック (CK)でデイヴ・キットソンの得点をアシストする良好なスタートを切ったロブソンは、数週間後に行われたコルチェスター・ユナイテッドFC戦で初先発を務めると共にPKで初得点を挙げた。シェフィールド・ユナイテッドでは、34歳のベテランながらも定位置を確保していたが、2部昇格に失敗したことでクラブから契約延長が提示されずに退団となった。

#### アバディーン
2013年6月、自身の生まれ故郷を拠点とするアバディーンFCと1年契約を締結し、ダンディー・ユナイテッド、セルティック、ミドルズブラで同僚だったフラッドと再会した。キルマーノックFCとの2013-14シーズン開幕戦で初出場を飾って以来、躍進するチームの中にあって、12月14日のセント・ミレン戦でCKを直接決めて初得点を挙げると、次のインヴァネス戦で2得点、2014年1月2日のダンディー・ユナイテッド戦でPKを決めてリーグ戦合計4得点を挙げ、リーグ3位に貢献。また、リーグカップにおいては、2014年3月16日に行われた古巣インヴァネスとの決勝戦に先発120分フル出場を果たし、PK戦を見事成功させて優勝に貢献した。リーグ戦での上位進出とリーグカップのタイトル獲得に主力として尽力したことが評価され、2014年5月15日に契約が1年延長された。

#### 現役引退
2015-16シーズン限りで現役引退を表明。アバディーンのコーチングスタッフの一員となることが発表された。

### 代表
2005年12月1日、クラブでの同僚リー・ミラーと共にB代表に初招集され、7日のポーランドB戦に先発出場する。2006年3月15日にはトルコB戦に出場した。
2007年8月13日に南アフリカとの親善試合へ向け、スコットランドA代表に初招集され、22日の同試合で後半から出場を果たす。同年9月にはリトアニア戦とフランス戦の2連戦に招集されるも未出場に終わり、以後同じ状況が続いていたが、ジョージ・バリー監督体制下では定位置を確保していた。2008年9月、2010 FIFAワールドカップ・ヨーロッパ予選のアイスランド戦において、まず、CKでカーク・ブロードフットの得点をアシストする。後半にジェームズ・マクファデンのPKが弾かれると、マクファデンと共にリバウンドに向かい、最終的にマクファデンが触れたとして相手の得点と表記されたが、その後、FIFAの公式記録に自身の得点と記載された。だが、スコットランドサッカー協会がFIFAに修正を働きかけたことでマクファデンの得点に修正された。

## 個人成績

### クラブでの出場記録
出典:
| クラブ                           | シーズン         | 国内リーグ                      | 国内リーグ | 国内リーグ | カップ | カップ | リーグカップ | リーグカップ | 国際大会 | 国際大会 | 合計  | 合計 |
| クラブ                           | シーズン         | 所属リーグ                      | 出場       | 得点       | 出場   | 得点   | 出場         | 得点         | 出場     | 得点     | 出場  | 得点 |
| -------------------------------- | ---------------- | ------------------------------- | ---------- | ---------- | ------ | ------ | ------------ | ------------ | -------- | -------- | ----- | ---- |
| インヴァネス                     | 1997-98          | スコティッシュ・ディヴィジョン2 | 23         | 3          | 4      | 2      | 0            | 0            | -        | -        | 27    | 5    |
| インヴァネス                     | 1998-99          | スコティッシュ・ディヴィジョン2 | 16         | 0          | 1      | 0      | 1            | 0            | -        | -        | 18    | 0    |
| インヴァネス                     | 1999-2000        | スコティッシュ・ディヴィジョン1 | 4          | 0          | 0      | 0      | 2            | 0            | -        | -        | 6     | 0    |
| インヴァネス                     | 2000-01          | スコティッシュ・ディヴィジョン1 | 24         | 2          | 2      | 1      | 1            | 0            | -        | -        | 27    | 3    |
| インヴァネス                     | 2001-02          | スコティッシュ・ディヴィジョン1 | 34         | 2          | 3      | 1      | 4            | 2            | -        | -        | 41    | 5    |
| インヴァネス                     | 2002-03          | スコティッシュ・ディヴィジョン1 | 34         | 10         | 4      | 3      | 3            | 0            | -        | -        | 41    | 13   |
| インヴァネス                     | 合計             | 合計                            | 135        | 17         | 14     | 7      | 11           | 2            | -        | -        | 160   | 26   |
| フォーファー (loan)              | 1999-2000        | スコティッシュ・ディヴィジョン3 | 25         | 9          | 3      | 1      | 0            | 0            | -        | -        | 28    | 10   |
| フォーファー (loan)              | 合計             | 合計                            | 25         | 9          | 3      | 1      | 0            | 0            | -        | -        | 28    | 10   |
| ダンディー・U                    | 2003-04          | スコティッシュ・プレミアリーグ  | 28         | 3          | 0      | 0      | 1            | 0            | -        | -        | 29    | 3    |
| ダンディー・U                    | 2004-05          | スコティッシュ・プレミアリーグ  | 36         | 6          | 5      | 1      | 4            | 1            | -        | -        | 45    | 8    |
| ダンディー・U                    | 2005-06          | スコティッシュ・プレミアリーグ  | 31         | 1          | 1      | 0      | 1            | 0            | 2        | 0        | 35    | 1    |
| ダンディー・U                    | 2006-07          | スコティッシュ・プレミアリーグ  | 29         | 11         | 2      | 1      | 2            | 0            | -        | -        | 33    | 12   |
| ダンディー・U                    | 2007-08          | スコティッシュ・プレミアリーグ  | 21         | 11         | 1      | 1      | 2            | 0            | -        | -        | 24    | 12   |
| ダンディー・U                    | 合計             | 合計                            | 145        | 32         | 9      | 3      | 10           | 1            | 2        | 0        | 166   | 36   |
| セルティック                     | 2007-08          | スコティッシュ・プレミアリーグ  | 15         | 2          | 0      | 0      | 0            | 0            | 1        | 1        | 16    | 3    |
| セルティック                     | 2008-09          | スコティッシュ・プレミアリーグ  | 17         | 1          | 1      | 0      | 1            | 0            | 5        | 1        | 24    | 2    |
| セルティック                     | 2009-10          | スコティッシュ・プレミアリーグ  | 10         | 1          | 0      | 0      | 1            | 0            | 4        | 1        | 15    | 2    |
| セルティック                     | 合計             | 合計                            | 42         | 4          | 1      | 0      | 2            | 0            | 10       | 3        | 55    | 7    |
| ミドルズブラ                     | 2009-10          | チャンピオンシップ              | 18         | 5          | 0      | 0      | 0            | 0            | -        | -        | 18    | 5    |
| ミドルズブラ                     | 2010-11          | チャンピオンシップ              | 32         | 5          | 0      | 0      | 1            | 0            | -        | -        | 33    | 5    |
| ミドルズブラ                     | 2011-12          | チャンピオンシップ              | 37         | 7          | 1      | 1      | 1            | 1            | -        | -        | 39    | 9    |
| ミドルズブラ                     | 合計             | 合計                            | 87         | 17         | 1      | 1      | 2            | 1            | -        | -        | 90    | 19   |
| バンクーバー・ホワイトキャップス | 2012             | メジャーリーグサッカー          | 17         | 3          | 0      | 0      | 0            | 0            | -        | -        | 18[a] | 3    |
| バンクーバー・ホワイトキャップス | 合計             | 合計                            | 17         | 3          | 0      | 0      | 0            | 0            | -        | -        | 18    | 3    |
| シェフィールド・U                | 2012-13          | フットボールリーグ1             | 17         | 2          | 0      | 0      | 0            | 0            | -        | -        | 18[b] | 2    |
| シェフィールド・U                | 合計             | 合計                            | 17         | 2          | 0      | 0      | 0            | 0            | -        | -        | 18    | 2    |
| アバディーン                     | 2013-14          | スコティッシュ・プレミアシップ  | 28         | 4          | 4      | 0      | 3            | 0            | -        | -        | 35    | 4    |
| アバディーン                     | 2014-15          | スコティッシュ・プレミアシップ  | 20         | 0          | 0      | 0      | 2            | 0            | 5        | 0        | 27    | 2    |
| アバディーン                     | 2015-16          | スコティッシュ・プレミアシップ  | 0          | 0          | 0      | 0      | 0            | 0            | 2        | 0        | 2     | 0    |
| アバディーン                     | 合計             | 合計                            | 48         | 4          | 4      | 0      | 5            | 0            | 7        | 0        | 64    | 4    |
| キャリア通算成績                 | キャリア通算成績 | キャリア通算成績                | 516        | 88         | 32     | 12     | 30           | 4            | 21       | 3        | 599   | 107  |

a. ^ MLSカップ1試合0得点を含む
b. ^ フットボールリーグ1プレーオフ1試合0得点を含む